# スマレジ
株式会社スマレジは、大阪府大阪市中央区に本社を置く、タブレットPOS「スマレジ」をはじめとするクラウドサービスを提供する企業である。

## 沿革
- 2005年（平成17年）- 有限会社ジェネフィックス・デザイン（代表取締役・徳田誠）を設立。
- 2011年（平成23年）- システム開発子会社である株式会社プラグラム（代表取締役・山本博士）よりタブレットPOSシステム「スマレジ」リリース[1]。
- 2013年（平成25年）
  - タブレットPOSシステム「スマレジ」がグッドデザイン賞を受賞[2]。
  - 子会社である株式会社プラグラムを吸収合併し、株式会社ジェネフィックス・デザインから株式会社プラグラムに社名変更[3]。

- 2014年（平成26年）
  - 勤怠管理アプリ「スマレジ・タイムカード」リリース[4][5]。
  - バージョンアップし、「スマレジ2」をリリース[6][7][8]。
- 2016年（平成28年）
  - 三菱UFJキャピタル、SMBCベンチャーキャピタルを引受先とした第三者割当増資を実施[9]。
  - 株式会社プラグラムから株式会社スマレジに社名変更。
- 2019年（令和元年）- 東京証券取引所マザーズに株式を上場（証券コード：4431）[10]。
- 2020年（令和2年）
  - 経営理念を「OPEN DATA, OPEN SCIENCE!」へ刷新。
  - アプリケーションプラットフォーム「スマレジ・アプリマーケット」を公開。
- 2021年（令和3年）
  - CVC事業「スマレジ・ベンチャーズ」を開始。
  - モバイルオーダーシステムを提供する株式会社LBBと資本業務提携[11]。
  - 店舗マネジメントツール「はたLuck(R)」を提供するKMWと資本業務提携[12]。
  - セントラルキッチンアプリ「シコメル」を提供するシコメルフードテックと資本業務提携[13]。
  - 株式会社ロイヤルゲートの株式を99.9%取得し、連結子会社化[14]。
- 2022年（令和4年）
  - 市場区分の見直しに伴い、東京証券取引所グロース市場へ移行。
  - 連結子会社である株式会社ロイヤルゲートを吸収合併[15]。
  - SaaS事業者向け組み込み型iPaaS「Anyflow」と資本業務提携[16]。
- 2023年（令和5年）
  - クラウドサービスの月額利用料を改定。
  - 第2次中期経営計画を発表。
  - 決済端末でPOSレジが使える専用アプリ「PAYGATE POS」をリリース。
  - 商業スペースのオンラインプラットフォーム「SHOPCOUNTER」を提供するCOUNTERWORKSに出資。
- 2024年（令和6年）
  - 中小企業向けクラウドERP 株式会社キャムに出資。
  - 「セルフレジ（券売機）」の販売開始。
  - 株式会社リグアが営むレセONEプラス事業譲受を公表。
  - ドーナツ屋の「TSUBAME DONUT」を事業買収した[17]。
  - 代表取締役交代。
  - 株式会社ネットショップ支援室の株式取得により連結子会社化
- 2025年（令和7年）
  - 池袋ショールームを開設。
  - 福岡ショールームを移転。
  - 東京オフィスを大崎駅前に移転。

## 事業内容
- スマレジ[18]

基本レジ機能をはじめ、リアルタイム売上分析や在庫管理などが可能なタブレットPOSシステム。
- スマレジ・ウェイター[19]

飲食店の注文管理に必要な機能を備えたオーダーエントリーシステム。
- スマレジ・タイムカード[20]

給与計算まで対応可能なクラウド型の勤怠・労務管理サービス。
- PAYGATE

多様化するキャッシュレス決済を端末一台で完結できるマルチ決済サービス。